# Đảo Bắc (quần đảo Hoàng Sa)

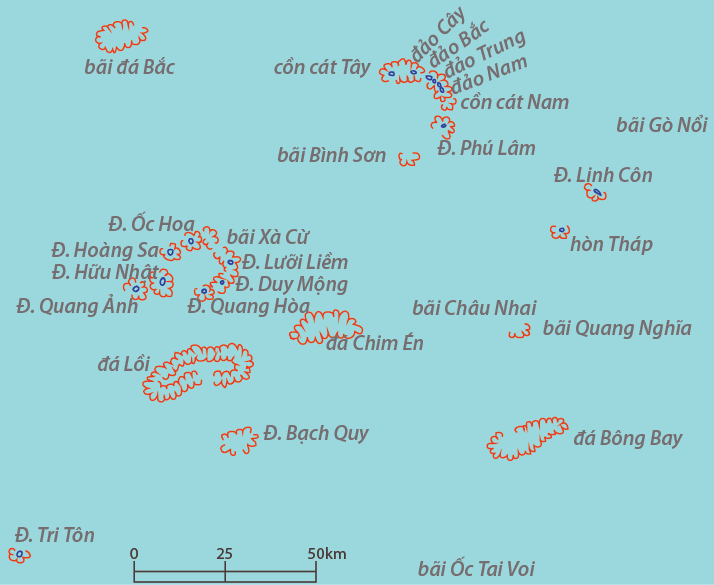
Vị trí đảo Bắc trong quần đảo Hoàng Sa

Đảo Bắc (tiếng Anh: North Island; tiếng Trung: 北岛; bính âm: Běi dǎo, Hán-Việt: Bắc đảo) là một đảo san hô thuộc nhóm đảo An Vĩnh của quần đảo Hoàng Sa. Đảo này nằm cách đảo Cây khoảng 1,94 hải lý (3,6 km) về hướng đông đông nam.
Đảo Bắc là đối tượng tranh chấp giữa Việt Nam, Đài Loan và Trung Quốc. Hiện nay, Trung Quốc đang kiểm soát đảo này.

## Đặc điểm

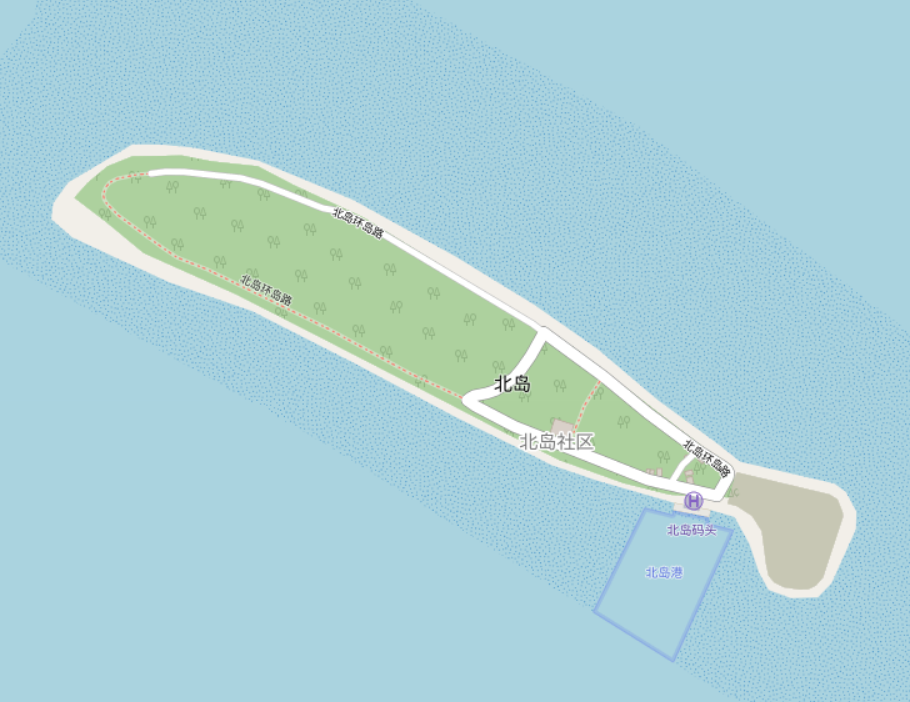
Bản đồ đảo Bắc

Đảo hình dạng thon hẹp, dài 1.620 m nhưng chỉ rộng khoảng 265 m và có diện tích khoảng 0,34 km². Phần tây bắc của đảo cao 3 đến 4 m so với mặt biển trong khi phần phía đông nam thường bị ngập khi thủy triều lên.
Trên có nhiều cây xanh.

## Lịch sử
Trung Hoa Dân quốc đổ bộ lên quần đảo Hoàng Sa với lý do giải giáp quân Nhật từ năm 1946 và rút đi vào năm 1950. Chính quyền CHND Trung Hoa bí mật cho quân chiếm đóng đảo Phú Lâm vào đêm ngày 20, rạng ngày 21 tháng 2 năm 1956, từ đó kiểm soát các đảo của nhóm An Vĩnh (bao gồm đảo Bắc) của quần đảo Hoàng Sa.
Trung Quốc bắt đầu quá trình bồi đắp để nối đảo Bắc với đảo Trung cạnh đó bằng một dải đất vào năm 2016, nhưng cầu đất này đã bị bão Sarika cuốn trôi vào tháng 10 năm 2016. Kể từ đó, Trung Quốc đã tiến hành cải tạo bổ sung ở đầu phía nam của đảo Bắc và xây dựng một đê chắn xung quanh tạo thêm 7 bảy mẫu đất mới (2,8 ha) và ngăn chặn tình trạng xói mòn. Trung Quốc đã xây dựng thêm một số cơ sở hạ tầng, gồm một tòa nhà hành chính lớn ở một khu đất trống vừa được dọn trên đảo. Trung Quốc đã để lại một khoảng hở trên đê chắn đối diện với tàn tích của cầu đất bị cuốn trôi, cho thấy nước này có thể chưa từ bỏ kế hoạch nối liền đảo Bắc và đảo Trung.